# Geometrijska izomerija
Geometrijska izomerija, v žargonu tudi cis-trans izomerija, je podtip stereoizomerije, za katerega je značilno, da se tako imenovana cis in trans izomera med seboj razlikujeta po postavitvi atomov (ali skupin atomov) ob dvojni vezi ali glede na ravnino obroča. Različne geometrijske izomere (cis-trans izomere) označujemo s stereodeskriptorjema cis in trans, ki se navadno pišeta v ležeči pisavi, sta postavljena na začetek imena spojine in od preostalega dela imena ločena z vezajem.
Cis-izomeri imajo iste funkcionalne skupine na isti strani dvojne vezi (recimo nad vezjo), medtem ko je za trans-izomere značilna postavitev funkcionalnih skupin diagonalno glede na dvojno vez (ena skupina je nad dvojno vezjo, druga pa pod ravnino dvojne vezi). Besedi cis in trans sta latinskega izvora, pri čemer cis pomeni na tej strani, trans pa prevajamo kot preko.

## Značilnosti
Geometrijsko izomerijo uvrščamo med tako imenovano stereoizomerijo, kamor spadajo izomeri, ki se med seboj razlikujejo po prostorski razporeditvi atomov. Samo zaporedje povezovanja atomov je pri tovrstnih izomerih enako (razlikuje se denimo pri raznih tipih strukturne izomerije).
Cis-trans izomerijo pogosto zasledimo pri številnih alkenih, za katere je značilna prisotnost alkenske dvojne vezi med ogljikovima atomoma. Geometrijska izomera se bosta med seboj razlikovala po postavitvi atomov (skupin atomov), ki se vežejo na ogljikova atoma, vezana z dvojno vezjo.

### But-2-en
Primera geometrijskih izomerov sta spojini cis-but-2-en in trans-but-2-en (alkena s štirimi ogljikovimi atomi in dvojno vezjo na drugem mestu). Na vsak osrednji ogljikov atom, ki z drugim tvori dvojno vez, sta vezani dve skupini atomov (atom), ki pa morata biti obvezno različni. Alkeni, ki imajo na isti ogljikov atom vezani dve isti skupini (atoma), ne morejo tvoriti geometrijskih izomerov (takšni so na primer 2-metilbut-2-en, but-1-en in 1,1-dikloroeten). Geometrijska izomerija pa je mogoča tudi pri alkenih, ki imajo na ogljikova atoma dvojne vezi vezane popolnoma različne skupine (atome), na primer 1-bromo-2-fluoropropen.
O razporeditvi cis (torej cis-izomeru) govorimo, kadar sta isti skupini na različnem ogljikovem atomu na isti strani glede na ravnino dvojne vezi. Cis-but-2-en ima obe metilni skupini (-CH3) nad dvojno vezjo, medtem ko ležita oba vodikova atoma (-H) pod ravnino dvojne vezi (ali ravno obratno). Nasprotno velja za trans-but-2-en, ki ima isti skupini na različnem ogljikovem atomu postavljeni diagonalno glede na dvojno vez.

### 1,2-dikloroeten
Geometrijska izomerija se pojavlja tudi pri 1,2-dikloroetenu (etenu, ki ima na prvi in drugi ogljikov atom vezan klor). Pri cis-1,2-dikloroetenu sta oba klorova atoma različnih ogljikovih atomov nad (ali pod) dvojno vezjo, medtem ko sta klorova atoma trans-1,2-dikloroetena nameščena diagonalno (prečno) glede na dvojno vez (eden je nad njo, drugi pod njo).

## Fizikalne lastnosti
Posledica različne postavitve atomov ali skupin atomov so tudi različne fizikalne lastnosti. Cis-izomeri so navadno bolj polarni od trans-izomerov, imajo pa tudi močnejše kemijske vezi. Višja vrelišča zasledimo pri cis-izomerih (so posledica večje polarnosti), medtem ko so višja tališča, ki so posledica simetrične molekule, značilna za trans-izomere.

## V biologiji
V bioloških sistemih je mnogo različnih cis-trans izomerov, še posebej bistvena pa je tako imenovana cis-trans izomerizacija, ki pomeni pretvorbo enega geometrijskega izomera v drugega. Gre za kemijsko reakcijo, ki zahteva obilo energije (na primer močno segrevanje ali ožarjenje s svetlobo primerne valovne dolžine). V organizmih cis-trans izomerizacijo pogosteje izvajajo encimi (tako imenovane cis-trans izomeraze).
Med bolje poznane izomerizacijske reakcije človeškega organizma spada proces gledanja. Del mrežnice je tudi velika molekula rodopsin, ki ima predel z večjim številom dvojnih vezi, pri čemer ima le ena postavitev cis (preostale so v konfiguraciji trans). Zaradi svetlobe, ki vdre v oko in doseže plast mrežnice, se cis-izomer rodopsina spremeni v trans-izomer, posledica česar je kaskada kemijskih reakcij, ki omogočijo zaznavanje slike.